# Лисиця (притока Кеті)
Лиси́ця (рос. Лисица) — річка в Росії, права притока Кеті (басейн Обі), тече у Томській області.
Лисиця починається у болотах обсько-єнісейського вододілу на північному сході Томської області на кордоні з Красноярським краєм. Від витоку тече по заболоченим тайговим теренам Верхнекетського району спочатку на південній схід, потім на захід. Після впадіння правої притоки Райги повертає на південь і зберігає цей напрямок до злиття з Кеттю дещо вище смт Білий Яр.
Довжина річки 414 км, площа басейну 7 980 км². Живлення мішане з переважанням снігового.
Найбільші притоки: Журавлева і Райга справа, Котоджа зліва.
Однойменне село Лисиця розташоване на річці в її низов’ях.